# Comuna 13 (Cali)
La Comuna 13 de Cali está localizada al suroriente del área urbana. La comuna está situada en el Distrito de Aguablanca al suroriente de la ciudad y limita:
- Al norte con la comuna 7,
- Al nororiente con la comuna 21,
- Al oriente con la comuna 14,
- Al sur oriente con la comuna 15,
- Al sur comuna 16,
- Al occidente con las comunas 11 y 12.

## Barrios
La Comuna 13 está conformada por los siguientes 23 barrios que son:
| - Ulpiano Lloreda - Charco Azul - Lleras Restrepo I - Lleras Restrepo II - Ricardo Balcázar - José Manuel Marroquín III - Omar Torrijos - Rodrigo Lara Bonilla - Los Comuneros II - Los Lagos | - Los Robles - Calipso - San Carlos - Yira Castro - El Pondaje - Villa Blanca - El Laguito - Villa del Lago - Nuevo Horizonte - La Paz - Los Lagos II |